# 5971 Tickell
5971 Tickell è un asteroide della fascia principale. Scoperto nel 1991, presenta un'orbita caratterizzata da un semiasse maggiore pari a 2,5994995 au e da un'eccentricità di 0,1658575, inclinata di 12,34148° rispetto all'eclittica.
L'asteroide è dedicato al diplomatico britannico Crispin Tickell.